# Дёгтево (Псковская область)
Дёгтево — деревня в Невельском районе Псковской области, входящая в состав Ивановской волости, расположена примерно в 8 километрах от административного центра города Невеля. Население — 20 человек в 2011 году.
| 2001 | 2002 | 2010 | 2011 |
| ---- | ---- | ---- | ---- |
| 25   | ↘19  | →19  | ↗20  |